# Alain de Quimper
Pour les articles homonymes, voir saint Alain.
Saint Alain de Quimper, ou en breton saint Alan, est un évêque de Cornouaille qui aurait été le 4e évêque de Quimper au VIe siècle ou VIIe siècle. Son existence reste incertaine ou à tout le moins mal connue car il fait partie de la liste des saints bretons plus ou moins mythiques de l'Armorique non reconnus officiellement par l'Église catholique.

## Hagiographie
Les sources prouvant son existence réelle sont discutables : il n'est cité ni dans le cartulaire de Quimper qui date du XIVe siècle ni dans celui de Quimperlé qui donnent la liste des premiers évêques de Quimper. Par contre il est mentionné par Dom Lobineau dans Heures bretonnes et latines en  1486 sous le nom d'Alaini episcopi, mais le récit de sa vie semble démarqué de la vie de saint Amand de Maastricht. Quoi qu'il en soit, qu'il ait ou non réellement vécu, il est vénéré en Bretagne.
Originaire des Iles britanniques (sans doute de l'île de Bretagne de l'époque, actuelle Grande-Bretagne), son nom en ancien gallois signifie « faon » ; il est connu sous de multiples variantes en Irlande (Ailin), en Pays de Galles (Alun), en Bretagne (Lan, Alanig, Lanig…), en Écosse…

## Ses traces et son culte
- À Quimper, un vitrail de la cathédrale Saint-Corentin le représente, avec sa crosse d'évêque.
- À Ergué-Gabéric, dans la chapelle Notre-Dame de Kerdévot, existe une statue de « saint Alain, évêque de Quimper ».
- À Scaër, l'église Sainte-Candide (fin XIXe siècle) est dédiée à saint Alain et sainte Candide
- Une statue le représente dans l'église Notre-Dame d'Izel-Vor à La Forêt-Fouesnant.